# Marsilea hirsuta
Marsilea hirsuta là một loài dương xỉ trong họ Marsileaceae. Loài này được R. Br. mô tả khoa học đầu tiên năm 1810.